# Suszec (stacja kolejowa)
Suszec – stacja kolejowa w Suszcu, w powiecie pszczyńskim, w województwie śląskim. Znajduje się na wysokości 273 m n.p.m.

## Ruch pasażerski
| Rok  | Wymiana pasażerska na dobę |
| ---- | -------------------------- |
| 2017 | 0-9                        |
| 2022 | 0-9                        |

Stacja powstała 21 listopada 1938 na linii kolejowej z Rybnika do Pszczyny.
Stacja posiada 3 tory główne, z których dwa znajdują się przy niskich, jednokrawędziowych peronach. Uzupełnieniem układu torowego jest tor boczny, prowadzący do placu ładunkowego oraz magazynu towarowego. Ruch pociągów prowadzony jest z budynku dworca, w którym znajduje się nastawnia „Sc”, wyposażona w urządzenia przekaźnikowe. Na stacji działa sygnalizacja świetlna.
Stacja jest wykorzystywana na linii S72 (Rybnik – Bielsko-Biała) spółki Koleje Śląskie od 9 grudnia 2012, kiedy spółka ta przejęła obsługę kierunku od Przewozów Regionalnych.